# Windmotor Goingarijp
De windmotor bij Goïngarijp is een poldermolen bij het Friese dorp Goingarijp (Goaiïngaryp), dat in de gemeente De Friese Meren (De Fryske Marren) ligt.

## Beschrijving
De molen is een maalvaardige Amerikaanse windmotor met achttien bladen, die sinds 2007 aan de noordoostzijde van het dorp staat. Het is de enige overgebleven windmotor in Nederland die werd vervaardigd door de firma Slager in Wolvega. De molen stond oorspronkelijk in het natuurgebied de Rottige Meente en was toen eigendom van Staatsbosbeheer. Nadat was gebleken dat in Goingarijp de wens leefde om een windmotor van elders op te knappen en bij het dorp te plaatsen, wist Plaatselijk Belang Goingarijp daarvoor geld bijeen te brengen. Het plan werd verder gesubsidieerd door de provincie. De windmotor werd gerestaureerd door leerlingen van het ROC Friese Poort uit Drachten. Hij is niet voor publiek geopend, maar kan wel tot op enkele meters worden benaderd.

## Galerij

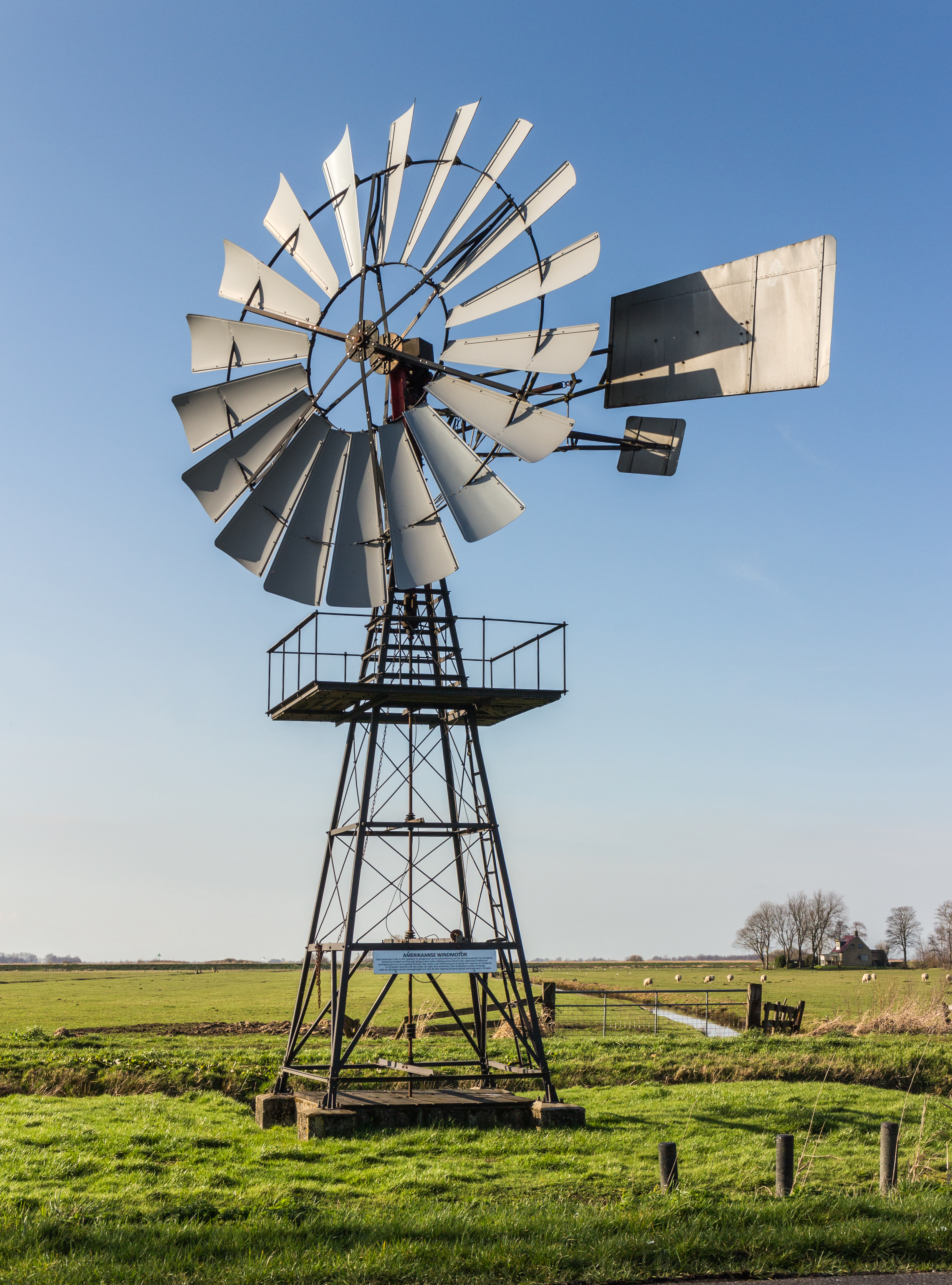
De windmotor
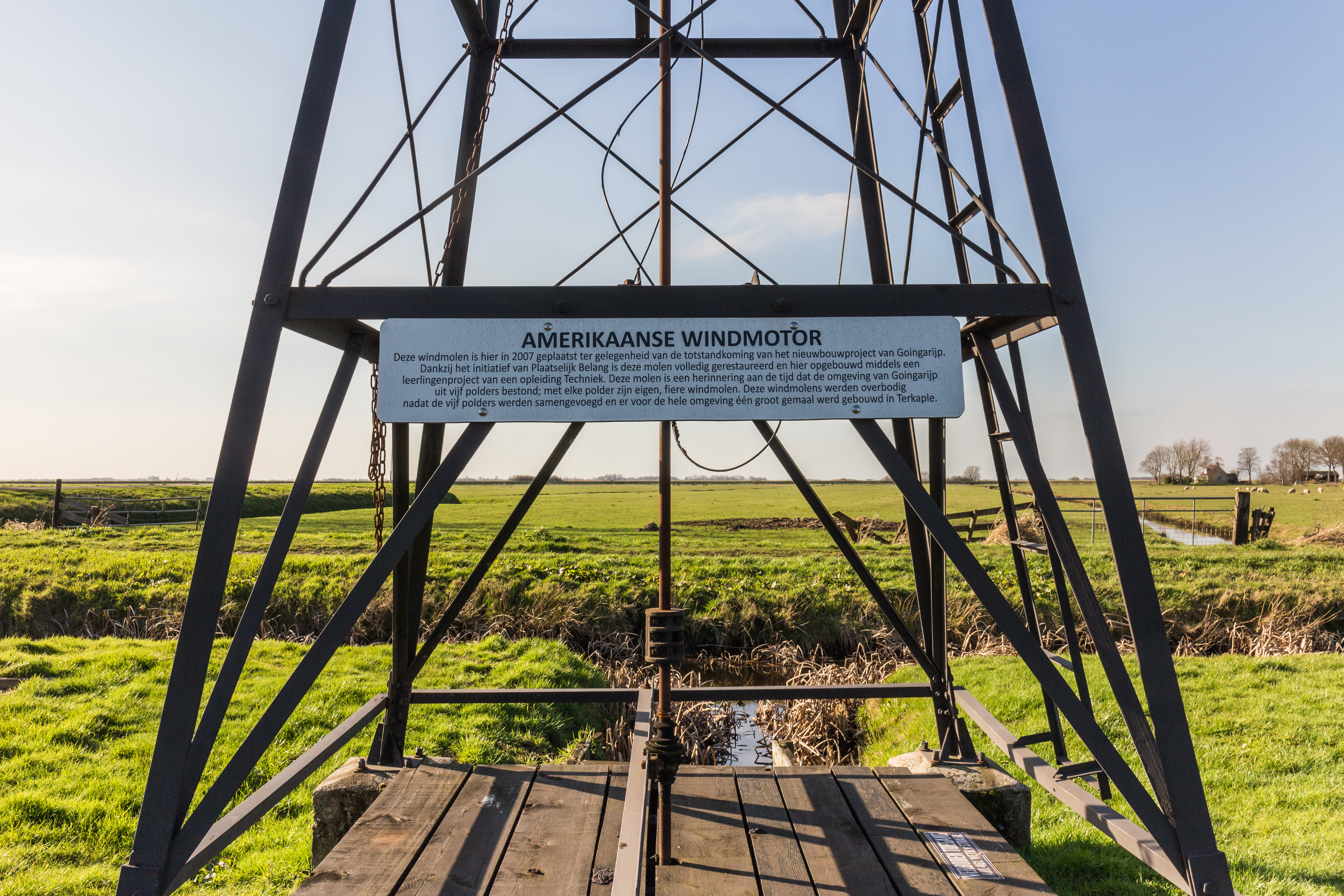
Basis met informatiebord
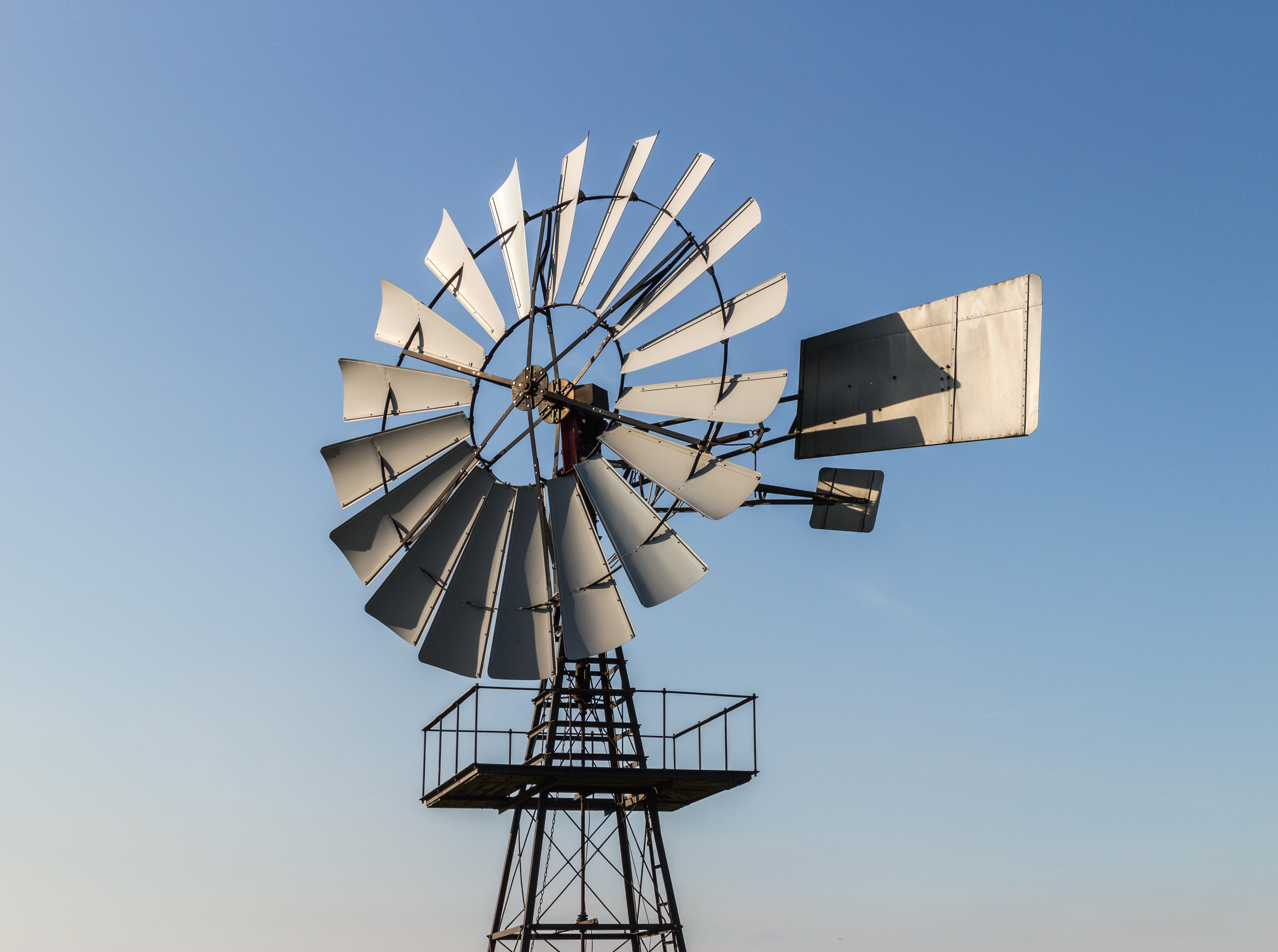
Bladen